# HD 115823
HD 115823，又名CP-52 6405，SAO 240762、HR 5026，是一颗恒星，视星等为5.48，位于銀經307.41，銀緯9.87，其B1900.0坐标为赤經13h 14m 32.9s，赤緯-52° 9.87′ 20″。